# بروجكت كروس زون
بروجكت كروس زون (بالإنجليزية: Project X Zone‎؛ باليابانية: プロジェクト クロスゾーン‎، ‏بروجكتوه كوروسوه زون) هي لعبة فيديو من نوع لعبة تقمص أدوار تكتيكية، نشرها شركة بانداي نامكو جيمز في 2012 حصرياً لنظام نينتندو 3دي إس.